# Paulo Cesar Bonfim
Paulo Cesar Bonfim (sinh ngày 15 tháng 7 năm 1971) là một cầu thủ bóng đá người Brasil.

## Sự nghiệp câu lạc bộ
Paulo Cesar Bonfim đã từng chơi cho Verdy Kawasaki.

## Thống kê câu lạc bộ

### J.League
| Đội            | Năm       | J.League | J.League | J.League Cup | J.League Cup | Tổng cộng | Tổng cộng |
| Đội            | Năm       | Trận     | Bàn      | Trận         | Bàn          | Trận      | Bàn       |
| -------------- | --------- | -------- | -------- | ------------ | ------------ | --------- | --------- |
| Verdy Kawasaki | 1992      | -        | -        | 2            | 0            | 2         | 0         |
| Verdy Kawasaki | 1993      | 0        | 0        | 0            | 0            | 0         | 0         |
| Tổng cộng      | Tổng cộng | 0        | 0        | 2            | 0            | 2         | 0         |